# Вовкотруб Іван Григорович
Іван Григорович Вовкотруб (народився 1 січня 1936 в селі Копані) — праведник народів світу. Під час Другої світової війни родина Вовкотрубів 18 місяців переховувала місцевих євреїв від переслідувань німців.

## Життєпис
1 вересня 1939 року розпочалась Польська кампанія Другої світової війни. 17 вересня 1939 року радянські війська перейшли східну межу Польщі і вже 19 вересня окупували місто Золочів. Протягом року до міста із Західної Польщі приїхало багато євреїв, що рятувались від німців. Григорій Вовоктруб мав хороші зв'язки із євреями з Золочева, поставляв їм овочі та зелень.
Родина Григорія та Марії Вовкотрубів мешкала на віддаленому хуторі села Зозулі, у трьох км від Золочева (нині — село Копані). Григорій був головою колгоспу, бригадиром. Мати займалася домашнім господарством. Вони ростили двох дітей, сина Івана та доньку Стефу. Іван Вовкотруб народився 1 січня 1936 року.
Жили дуже бідно. Після одруження Григорій та Марія збудували тимчасове помешкання на одну кімнату і кладовку. Збирались почати будувати дім, але почалась війна.
Від 2 липня 1941 року німецькі війська окупували Золочів. Німці стали забирати євреїв у гетто, казали збирати найдорожчі речі та готуватись до роботи в Німеччині. 4 липня німці разом з добровольцями з-поміж місцевого населення здійснили погром, у результаті якого за 3 дні загинуло близько 4 тис. осіб, 2 тис. з яких були вбиті перед Золочівським замком.
У серпні 1941 року 2,7 тис. євреїв були відправлені в табір смерті Белжець. Друга масова висилка в листопаді призвела до загибелі більше 2,5 тис. осіб.
У грудні 1941 року німці створили гетто, у якому перебувало близько 9 тис. євреїв. До квітня 1943 року більшість з них були розстріляні за містом і поховані в братських могилах.
У серпні 1942 року пройшла чутка про нібито ще один збір до Німеччини. На тлі того, що відбувалося, до Григорія звернувся його знайомий — Арнольд (Анхель) Кремніцер, попросив переховати його родину: дружину Анну (Нехаму) та три доньки: Берту (19 років), Дору (14 років) та Еллу (11 років). Спочатку Григорій взяв до себе Кремніцерів та ще дві родини, пізніше ще, загалом переховував у себе близько 25 людей, серед яких були Нафтула та Пепа Баум з дочкою Релькою, Давид Пік з матусею Цілею Шверц, та ін. Оскільки по сусідству жила рідна сестра Марії, домовились, аби євреї іноді ходили до неї спати.
Вовкотруби зробили для підопічних сховок на горищах хати і сараю і добре його замаскували. На горище залазили з загорожі для свиней. Горища не обігрівали. Вони були вкриті соломою. Всередині постелили перини.
Григорій помагав євреям копати підвал під сараєм, щоб ховатися під час облав. Землю виносили на поле. Вхід у підвал був із ясел — місця для годівлі корів. Діру невелику — щоб людина могла влізти — закривали кришкою. На неї насипали сіна чи січки. Вгорі вирізали квадратну дірку. Дерлися по драбині й затягували її на горище.
Вдень єврейські родини переховувались, вночі виходили, спілкувались і могли погуляти у дворі.
Вовкотруби загалом переховували та годували 25 євреїв 18 місяців. 1943 року німецькі війська відступили.
Після війни багато з місцевих мешканців радянська влада відправляла у Сибір. Але родині Вовкотрубів вдалося врятуватись, через те, що під час війни вони переховували євреїв.
Одразу після війни сестри Кремніцер влаштувались працювати у військкоматі писарями. Пізніше вони виїхали за межі України. Елла Каннер та Дора Циппер переїхали до США, Берта Шарф — до Канади.
Іван Вовкотруб у 1953 році закінчив школу фабрично-заводського навчання № 40 у Луганську. Після служби в армії повернувся в рідне село. Працював будівельником у Золочеві. Два роки зводив там будинок. Живе в ньому із 1963 року. Удівець. Має сина 57-річного Богдана, двох онуків і правнука.
Батьки Івана померли на початку 2000 років.
Протягом багатьох років родини врятованих та Вовкотруби підтримували тісний зв'язок, деякі з них приїздили в Україну.

## Відзнаки
12 вересня 1993 року Яд Вашем надав звання «Праведників народів світу» Григорію, Марії та Стефанії. У 2018 році таке звання отримав і Іван Вовкотруб.

## Пам'ять
Члени родини Волкотрубів стали героями однієї із серій документального фільму «Слово Праведника», який розповідає про українців, які рятували євреїв під час Другої Світової війни.